# Mário Lino
Pour les articles homonymes, voir Lino.
Mário Lino, de son nom complet Mário Goulart Lino, est un footballeur portugais né le 9 janvier 1937 à Horta. Il évoluait au poste d'arrière droit.

## Biographie

### En club
Mário Lino est un grand joueur du Sporting Portugal, équipe où il évolue durant neuf saisons. Avec ce club, il est champion du Portugal à deux reprises, et il remporte une fois la Coupe du Portugal,.
Il dispute un total de 127 matchs en première division portugaise, pour un total de 4 buts marqués,,.
Au sein des compétitions continentales européennes, il dispute 5 matchs en Coupe d'Europe des clubs champions (un but), un en Coupe de l'UEFA, et cinq en Coupe des coupes. 
Il fait partie à cet effet de l'équipe du Sporting, vainqueur de la Coupe des coupes en 1964. Il dispute le huitième de finale aller face à l'APOEL Nicosie (victoire record 16-1), il marque un but lors de la rencontre.
En revanche, il ne disputera pas la finale de cette Coupe des coupes.

### En équipe nationale
International portugais, il reçoit six sélections en équipe du Portugal entre 1961 et 1962, pour un but marqué.
Son premier match est disputé le 19 mars 1961 contre le Luxembourg, dans le cadre des qualifications pour la Coupe du monde 1962 (victoire 6-0 à Oeiras).
Il dispute ensuite trois autres matchs de qualifications pour cette Coupe du monde.
Son dernier match a lieu le 6 mai 1962 contre le Brésil en amical (défaite 1-2 à São Paulo).

### Entraîneur
Il poursuit après sa carrière de joueur une longue carrière d'entraîneur au Portugal, dirigeant de nombreuses équipes de première division comme le Sporting Portugal, le Vitória Setúbal, le Boavista FC, le Sporting Braga ou encore le CS Marítimo,.
Il entraîne en particulier le Sporting Portugal avec lequel il est champion en 1974. Il remporte également deux coupes nationales avec ce club,

## Palmarès

### Joueur
Avec le Sporting CP :
- Champion du Portugal en 1962 et 1966
- Vice-champion du Portugal en 1960 et 1961
- Vainqueur de la Coupe du Portugal en 1962 et 1966
- Finaliste de la Coupe du Portugal en 1960

### Entraîneur
Avec le Sporting CP :
- Champion du Portugal en 1974
- Vainqueur de la Coupe du Portugal en 1973 et 1974
- Vainqueur de la Supercoupe du Portugal en 1980

Avec le Sporting Braga :
- Finaliste de la Coupe du Portugal en 1977